# Play with Fire (Nico Santos)
Play with Fire è un singolo del cantante tedesco Nico Santos, pubblicato il 1º novembre 2019 come secondo estratto dal secondo album in studio eponimo.

## Tracce
Testi e musiche di Nico Santos, Vincent Stein, Konstantin Scherer, Aaron Pleiffer, Max Wolfgang e Benjamin Bistram.
1. Play with Fire – 3:34

## Formazione
- Nico Santos – voce
- Djorkaeff & Beatzarre – produzione
- Randy Merrill – mastering

## Classifiche
| Classifica (2019) | Posizione massima |
| ----------------- | ----------------- |
| Austria           | 59                |
| Germania          | 54                |
| Svizzera          | 66                |